# Death Race: Anarchy
Pour les articles homonymes, voir Death Race et Anarchy.
Série Death Race
Death Race: Inferno
(2013)
Pour plus de détails, voir Fiche technique et Distribution.
Death Race: Anarchy (Death Race: Beyond Anarchy) est un film américain réalisé par Don Michael Paul, sorti directement en vidéo en 2018. Quatrième film de la série Death Race, il est la suite directe du premier opus, Course à la mort (2008), lui-même remake de La Course à la mort de l'an 2000 (1975).

## Synopsis
Désormais considérée comme illégale par Weyland International, la course à la mort est toujours pratiquée dans la ville-prison Sprawl et diffusée sur le dark web. C'est le légendaire pilote Frankenstein qui a pris le contrôle des lieux, où sont enfermés près de 420 000 détenus. Après une attaque ratée contre ce dernier, les autorités envoient Connor Gibson, membre d'une unité d'élite, pour infiltrer la prison. Il n'a qu'un seul objectif : stopper la course à la mort. Il devra alors apprendre à se battre dans un monde sans foi ni loi.

## Fiche technique
Sauf indication contraire, les informations mentionnées dans cette section peuvent être confirmées par la base de données cinématographiques IMDb,  présente dans la section « Liens externes ».
- Titre français : Course à la mort: Anarchie
- Titre original : Death Race: Beyond Anarchy
- Réalisation : Don Michael Paul
- Scénario : Tony Giglio et Don Michael Paul, d'après une histoire de Paul W. S. Anderson et Tony Giglio
- Musique : Frederik Wiedmann, Bryan Mantia et Melissa Reese
- Photographie : Alexander Krumov
- Décors : Kes Bonnet
- Costumes : Maria Mladenova et Vladimir Yosifov
- Montage : Vanick Moradian
- Production : Paul W. S. Anderson, Jeremy Bolt, Mike Elliott et Greg Holstein

Coproducteur : Phillip J. Roth
- Sociétés de production : Universal 1440 Entertainment, UFO International Productions et Capital Arts Entertainment
- Distribution : Universal Studios Home Entertainment
- Genre : action, thriller, science-fiction post-apocalyptique, road movie
- Dates de sortie[1] : 
  - États-Unis, France : 2 octobre 2018 (vidéo)

## Distribution
- Zach McGowan (VF : Boris Rehlinger) : Connor Gibson
- Danny Glover (VF : Frédéric Souterelle) : Baltimore Bob
- Christine Marzano (VF : Dorothée Pousséo) : Jane
- Danny Trejo (VF : Antoine Tomé) : Goldberg
- Frederick Koehler (VF : Tony Marot) : Lists
- Velislav Pavlov : Frankenstein
- Nolan North : Frankenstein (voix)
- Yennis Cheung (VF : Geneviève Doang) : Gypsy Rose
- Cassie Clare : Bexie
- Lucy Aarden : Carley
- Nicholas Aaron : Johnny Law
- Cameron Jack : The Warden
- Terence Maynard (VF : Rody Benghezala) : Valentine

Sources : VF

## Production
Le tournage a lieu en Bulgarie.

## Accueil
Sur l'agrégateur américain Rotten Tomatoes, il récolte 46% d'opinions favorables de la part du public pour 118 critiques.
Le site Critique-film.fr écrit notamment « Il s’agit en effet certes d’un film fauché, mais faisant preuve d’une grande générosité en ce qui concerne les différentes déviances que le spectateur est en droit d’attendre de ce genre de productions – entendez par là des dérives bien complaisantes en ce qui concerne la violence et la nudité gratuite » ou encore « même s’il n’arrive pas à la cheville de La Course à la mort de l'an 2000 (...) Death Race: Anarchy transcende finalement sans trop de peine sa nature de petite série B torchée avec des bouts de ficelle, grâce notamment à un production design fauché mais soigné, évoquant naturellement la saga Mad Max ».
Sur le site Regard-Critique.fr, on peut notamment lire « Exit le genre codifié du film de prison. Ici, le réalisateur paye son tribut au post-apo, références pop culturelles à l'appui : entre autres Fallout, Mad Max: Fury Road, et... New York 1997 ». La critique souligne quelques qualités du film : « La direction artistique, bien que tape à l'œil, relève un peu le niveau. Le design des véhicules, sous influence claire et nette de Mad Max: Fury Road, participe à la caractérisation des personnages. Les costumes et les maquillages sont à l'avenant, dans un esprit punk métal décomplexé et assez jouissif. Les courses, elles, impressionnent par moments avec quelques belles cascades et explosions. Enfin, le casting est dans l'ensemble sympathique, Danny Glover en tête ». La critique pointe cependant du doigt la réalisation « la mise en scène, sans surprise, n'a rien de plus à offrir que des money shots clipesques » ainsi que les personnages féminins trop clichés et peu développés. La critique regrette par ailleurs que le film n'utilise pas « la question de la violence en tant que spectacle ».
Le site Ecran-et-toile.com lui donne la note de 3,5⁄10 et écrit notamment « Nous pensions avoir tout vu concernant la fameuse licence de la Course à la mort… et nous nous trompions ! Car ici nous touchons le fond du fond ! C’est pire que ce que nous redoutions le plus, c’est peu dire ! ». La critique pointe du doigt la mise en scène « Dès les premières minutes, nous sommes les témoins impuissants d’une très très (mais alors très) mauvaise série Z. La réalisation et les effets gores sont dignes d’un nanar cheap » ainsi que la durée du film jugé trop long.